# Euploea doretta
Euploea doretta là một loài bướm giáp thuộc phân họ Danainae. Đây là loài đặc hữu của Papua New Guinea.